# Kulosaari (eiland)

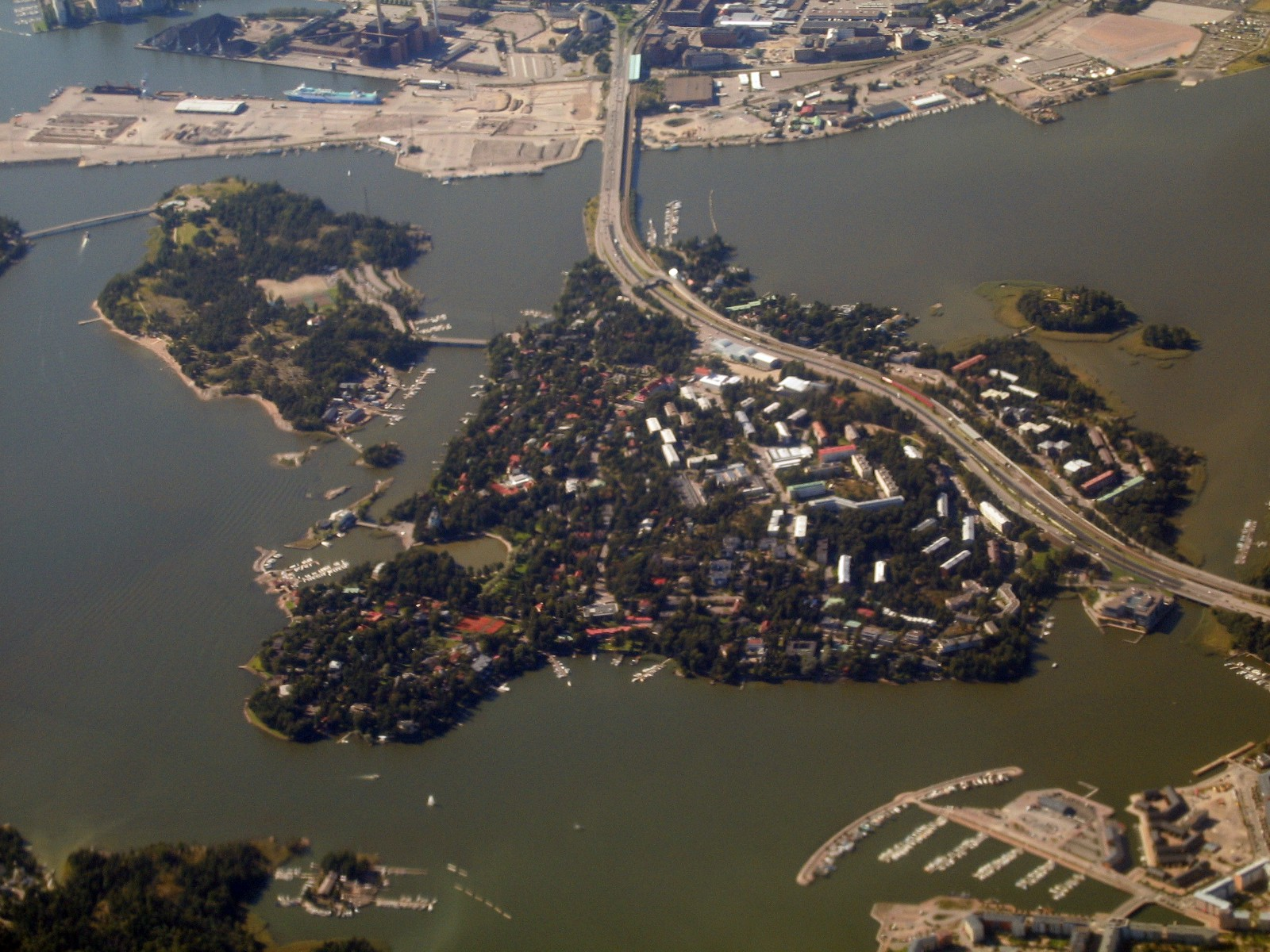
Kulosaari vanuit de lucht

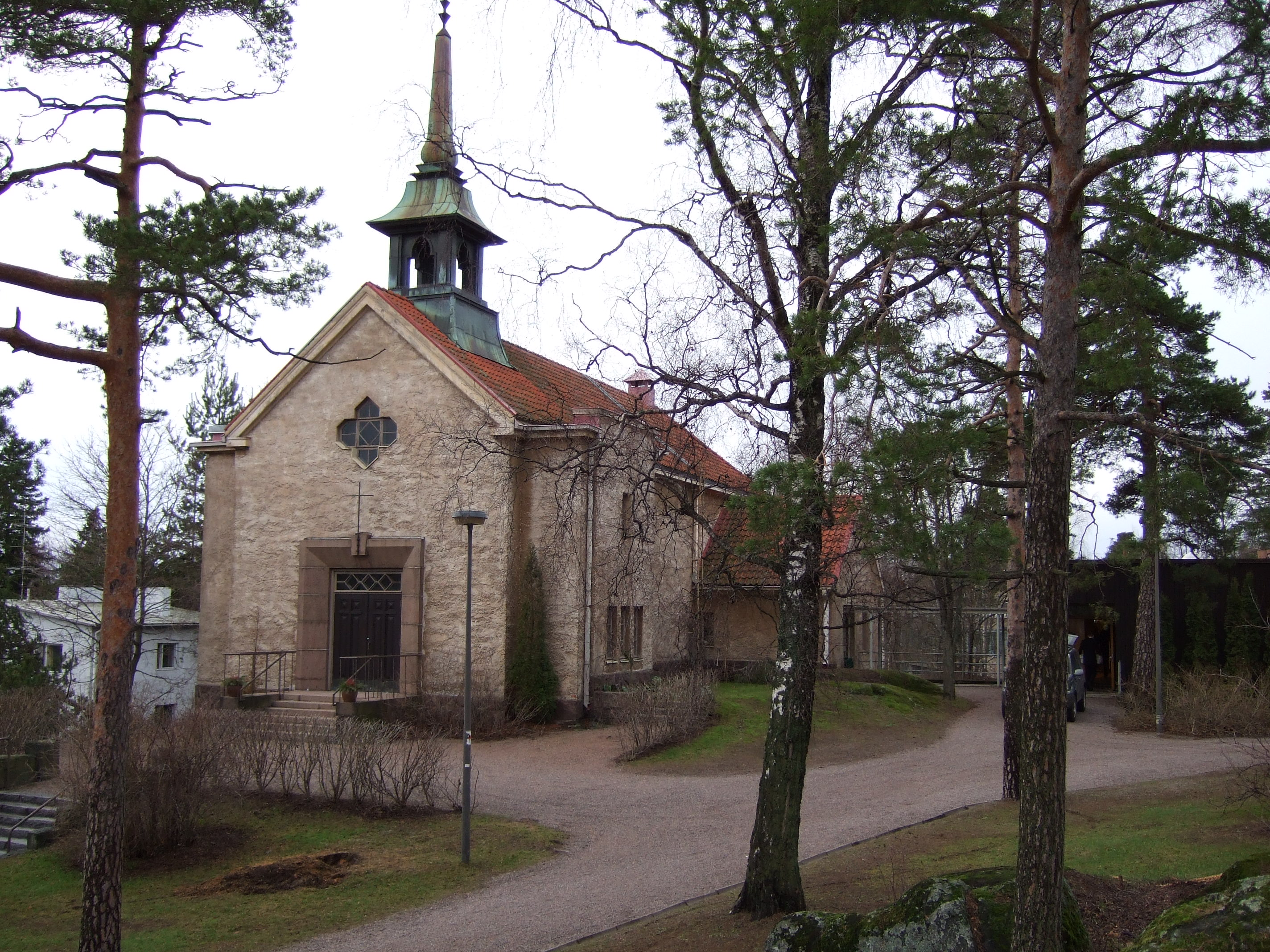
Kerk in Kulosaari

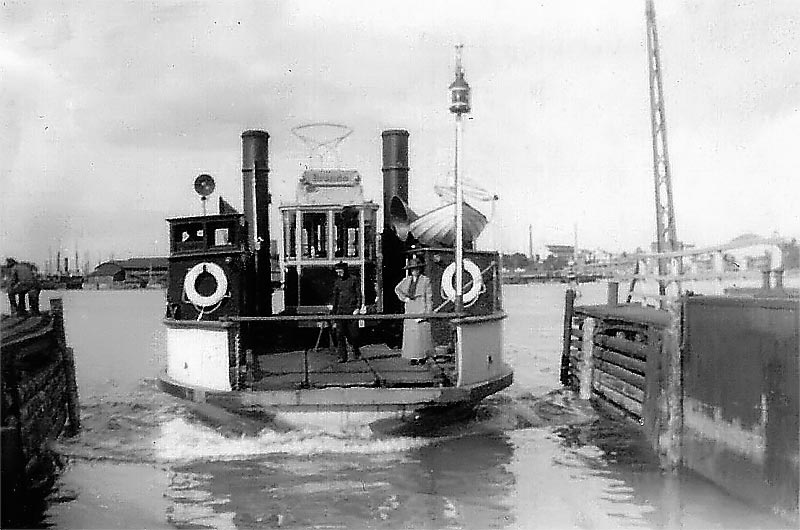
Tram op een overzetboot (ca. 1919)

Kuulosaari (Fins) of Brändö (Zweeds) is een residentiële wijk en eiland in Helsinki.

## Demografie
De eerste huizen op Kuulosaari werden gebouwd in 1907. Tussen 1922 en 1946 was het eiland een aparte gemeente. Dat jaar werd het bij Helsinki gevoegd. Sinds 1982 ligt er een gelijknamig metrostation op Kulosaari. Op het 1,81 km² grote eiland wonen circa 3700 mensen.